# Encores
Encores is een live ep van de Britse band Dire Straits die werd uitgegeven in mei 1993, kort na de release van hun live-album On the Night. Hoewel het een ep was, stond het in vele landen in de single charts.

## Tracks
Alle muziek en teksten zijn geschreven door Mark Knopfler. 
| Nr. | Titel                    | Duur |
| --- | ------------------------ | ---- |
| 1.  | Your Latest Trick (live) | 5:41 |
| 2.  | The Bug (live)           | 5:24 |
| 3.  | Solid Rock (live)        | 5:20 |
| 4.  | Local Hero-Wild Theme    | 4:19 |

## Charts
| Chart (1993)                    | Hoogste positie |
| ------------------------------- | --------------- |
| Australische ARIA Singles Chart | 47              |
| Oostenrijkse Singles Chart      | 19              |
| Nederlandse Singles Chart       | 3               |
| Franse Singles Chart            | 1               |
| Duitse Singles Chart            | 34              |
| Noorse Singles Chart            | 10              |
| Zwitserse Singles Chart         | 20              |
| UK Singles Chart                | 31              |

Mark Knopfler · John Illsley
Guy Fletcher · Alan Clark · David Knopfler · Pick Withers · Hal Lindes · Terry Williams · Jack Sonni